# Disco Revue
Disco Revue est un ancien magazine français spécialisé dans le rock, le premier du genre en France.
Il paraît le 28 septembre 1961 avec Johnny Hallyday en couverture. Il cesse d'exister en décembre 1967. En dépit d'une existence courte (six années), Disco-Revue bénéficie longtemps après sa disparition, d'une réputation flatteuse.

## Historique
Ce magazine mensuel est fondé par Jean-Claude Berthon (1942-2005), originaire de Nancy, qui l'a dirigé jusqu'à la fin. Il contribue à faire connaître en France les rockers américains, notamment Gene Vincent, Eddie Cochran, Buddy Holly, puis les groupes anglais comme The Beatles et The Rolling Stones, notamment, et à populariser les premiers chanteurs rock français, Johnny Hallyday, Sylvie Vartan, Les Chaussettes Noires…
Disco Revue est le premier magazine à publier un classement des meilleures ventes de disques en France, avec l'aide de correspondants répartis dans toute la France. Il est aussi le premier à consulter ses lecteurs pour connaître la popularité des chanteurs et des groupes (référendums). C'est lui encore qui publie le premier poster géant inclus dans le magazine.
Publié d'abord en noir et blanc, avec un apport de couleur en couverture, Disco Revue passe  à la couleur à partir du n° 10 (mai 1962).
Disco Revue poursuit sa route, à partir de novembre 1966, sous un nouveau nom, Les Rockers. Il est d'abord publié en petit format (deux numéros), puis en format A4 à partir de juillet 1967 (7 numéros). Le lancement des mensuels Salut les Copains en 1962 et de Rock & Folk en 1966 contribue à son déclin commercial, puis à sa disparition.
Une partie de l'équipe rejoint en 1968 le nouveau magazine Best, fondé par le maquettiste Gérard Bernar.
Une cinquantaine de numéros ont été publiés au total, très activement recherchés aujourd'hui par les collectionneurs.
Au plus fort de son succès, Disco Revue atteint un tirage de 40 000 exemplaires.

## Sources
- Roland Godefroy, « Disco Revue : hommage à un précurseur », Pop Music Superhebdo, n° 79, 21 octobre 1971
- Patrick Eudeline, « Jean-Claude Berthon », Rock & Folk, octobre 2005
- Bertrand Munier : (L’histoire du Rock’n’roll s’invite à Nancy en Lorraine… Le fabuleux destin de Jean-Claude Berthon, L’Indigo Mag, 2014